# Tour d'Italie 2011
Le 94e Tour d'Italie s'est déroulé du 7 au 29 mai 2011. Il s'agit de la 14e épreuve de l'UCI World Tour 2011. Ce Giro s'est disputé sur 21 étapes pour un total de 3479 kilomètres. Le parcours bien que modifié par la suite dans certaines étapes, a été officiellement présenté le 23 octobre 2010 à Turin.
La victoire finale initiale revient pour la deuxième fois à l'Espagnol Alberto Contador (Saxo Bank-Sungard) (après 2008) qui compte alors également à son palmarès un Tour d'Espagne et trois Tours de France. Il remporte deux étapes (l'arrivée au sommet de l'Etna et le contre-la-montre en côte de Nevegal) qui lui permettent de s'adjuger le classement par points. Il est cependant déchu de ses résultats sur ce Tour d'Italie par une décision du Tribunal arbitral du sport rendue en janvier 2012. L'Italien Michele Scarponi (Lampre-ISD), deuxième au général avec 6 minutes et 10 secondes de retard est reclassé premier, tandis que l'Italien Vincenzo Nibali (Liquigas-Cannondale) prend la deuxième place, le Français John Gadret (AG2R La Mondiale), quant à lui, termine sur le podium. Le Tchèque Roman Kreuziger (Astana) termine sixième et meilleur jeune (moins de 25 ans), alors que l'Italien Stefano Garzelli (Acqua & Sapone) s'adjuge le maillot vert de meilleur grimpeur.
Ce Giro 2011 est marqué par la mort en course du Belge Wouter Weylandt (Leopard-Trek), après sa chute dans la descente du Passo del Bocco au cours de la troisième étape. Cet évènement conduit à la neutralisation de la quatrième étape puis au retrait ultérieur de son équipe, ainsi que de Tyler Farrar (Garmin-Cervélo), un ami du coureur. Par la suite, le numéro 108 de Weylandt est retiré par les organisateurs en sa mémoire.

## Présentation

### Parcours
Le parcours est dévoilé le samedi 23 octobre 2010. Ce Giro, tout comme le précédent, est considéré comme favorable aux grimpeurs, avec pas moins de sept arrivées au sommet. De plus, il est composé de trois contre-la-montre, deux se courant en plaine, 21,5 km par équipes lors de la première étape (autour de Turin, pour célébrer les 150 ans de l'unité italienne) et 32,8 km lors de la 21e étape, et le troisième en côte (16e étape). Les coureurs devront également affronter les strade bianche (5e étape). En outre, il renoue avec la coutume qui veut que l'arrivée finale se dispute à Milan,,,,.

### Équipes
Le Tour d'Italie faisant partie du World Tour, les 18 équipes ProTour doivent être présentes au départ. En outre, le Giro étant un grand tour, les organisateurs peuvent inviter 5 équipes continentales professionnelles portant le nombre d'équipes participant à ce Tour d'Italie à 23. Les équipes invitées cette année sont : Acqua & Sapone, Androni Giocattoli-CIPI, Colnago-CSF Inox, Farnese Vini-Neri Sottoli et Geox-TMC.
| N.    | Code | Équipe                  |
| ----- | ---- | ----------------------- |
| 1-9   | ASA  | Acqua & Sapone          |
| 11-19 | ALM  | AG2R La Mondiale        |
| 21-29 | AND  | Androni Giocattoli-CIPI |
| 31-39 | BMC  | BMC Racing              |
| 41-49 | COG  | Colnago-CSF Inox        |
| 51-59 | EUS  | Euskaltel-Euskadi       |
| 61-69 | GEO  | Geox-TMC                |
| 71-79 | THR  | HTC-Highroad            |

| N.      | Code | Équipe                    |
| ------- | ---- | ------------------------- |
| 81-89   | KAT  | Katusha                   |
| 91-99   | LAM  | Lampre-ISD                |
| 101-109 | LEO  | Leopard-Trek              |
| 111-119 | LIQ  | Liquigas-Cannondale       |
| 121-129 | MOV  | Movistar                  |
| 131-139 | OLO  | Omega Pharma-Lotto        |
| 141-149 | AST  | Astana                    |
| 151-159 | FAR  | Farnese Vini-Neri Sottoli |

| N.      | Code | Équipe            |
| ------- | ---- | ----------------- |
| 161-169 | QST  | Quick Step        |
| 171-179 | RAB  | Rabobank          |
| 181-189 | SBS  | Saxo Bank-Sungard |
| 191-199 | SKY  | Sky               |
| 201-209 | GRM  | Garmin-Cervélo    |
| 211-219 | RSH  | RadioShack        |
| 221-229 | VCD  | Vacansoleil-DCM   |

### Favoris

#### Pour le classement général
Alberto Contador (Saxo Bank-Sungard), vainqueur de cinq des six grands tours auquel il a participé, est le grand favori de ce Tour d'Italie.
Il aura pour sérieux rivaux, les Italiens Michele Scarponi (Lampre-ISD) et Vincenzo Nibali (Liquigas-Cannondale), vainqueur du Tour d'Espagne l'an passé. Ainsi que le Russe Denis Menchov (Geox-TMC), vainqueur du Tour d'Italie en 2009 et 3e du Tour de France l'an passé, les Espagnols Igor Antón (Euskaltel-Euskadi) et Joaquim Rodríguez (Katusha) auront de grandes opportunités sur ce parcours montagneux.

#### Les sprinteurs

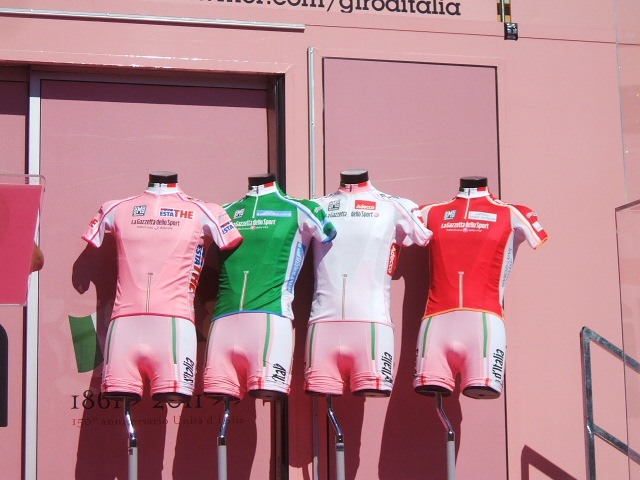
Les maillots décernés sur cette édition.

Le Britannique Mark Cavendish (HTC-Highroad), l'Américain Tyler Farrar (Garmin-Cervélo) — qui décide de se retirer du Giro après le décès de son ami Wouter Weylandt —, les Italiens Alessandro Petacchi (Lampre-ISD) et Sacha Modolo (Colnago-CSF Inox), l'Espagnol Francisco Ventoso (Movistar), le Slovène Borut Božič (Vacansoleil-DCM) et l'Australien Robbie McEwen (RadioShack) - arrivé hors délais après l'étape de l'Etna - sont les hommes rapides de ce Tour d'Italie.

## Récit de la course

### 7 - 8 mai: victoires des HTC et de Petacchi
La victoire du HTC-Highroad dans le contre-la-montre par équipe inaugural permet à Marco Pinotti, champion d'Italie de la spécialité, d'endosser le maillot rose. L'équipe américaine devance les RadioShack de 10 s et les Liquigas-Cannondale de Vincenzo Nibali de 22 s. Le lendemain, Alessandro Petacchi (Lampre-ISD) s'impose devant Mark Cavendish (HTC-Highroad), qui s'empare du maillot rose, et Manuel Belletti (Colnago-CSF Inox).

### 9 - 10 mai: le Giro endeuillé

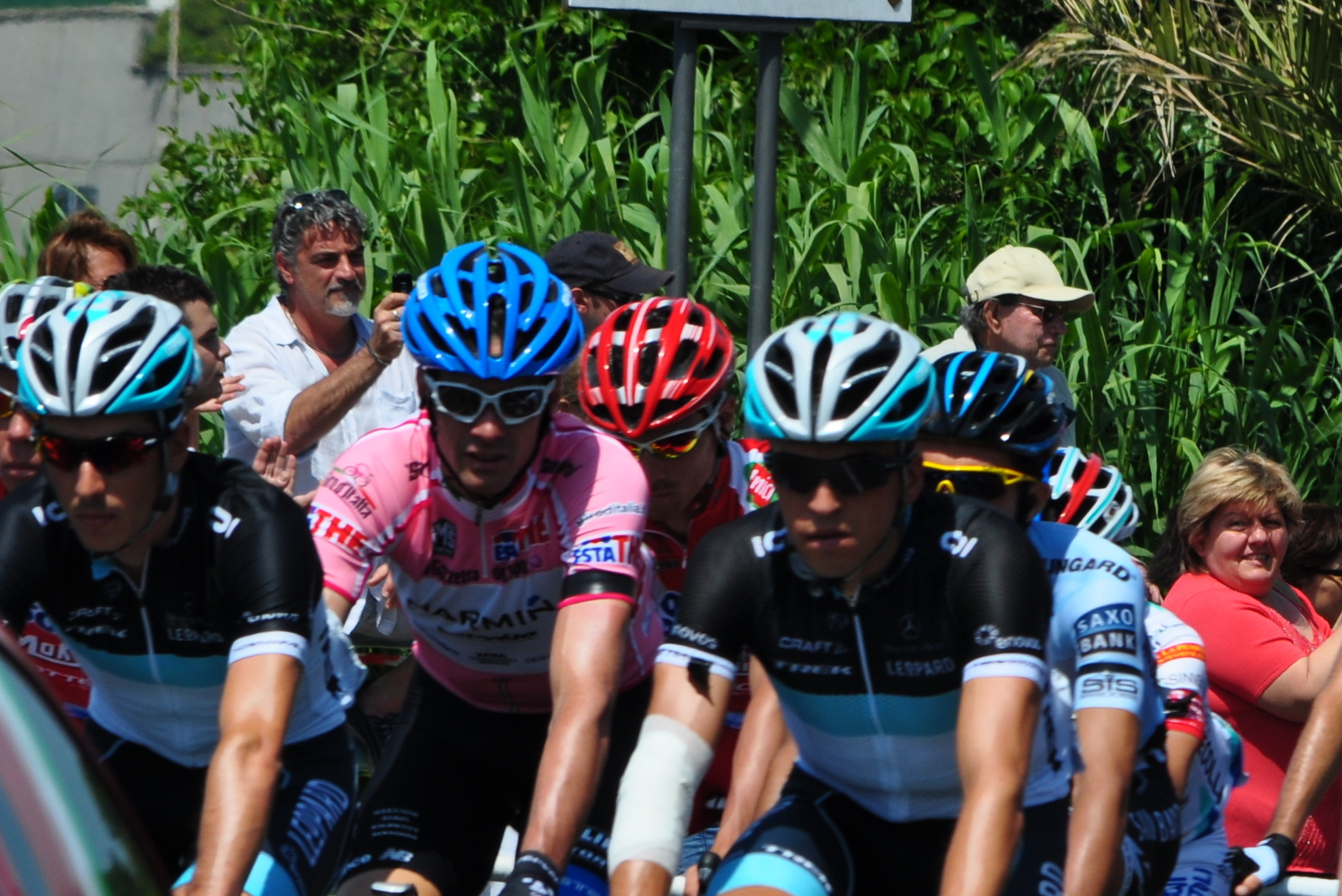
David Millar avec le maillot rose lors de la quatrième étape

Au cours de la troisième étape, le Belge Wouter Weylandt (Leopard-Trek) chute lourdement à 25 km de l'arrivée et décède sur le coup, tandis que, côté sportif, Ángel Vicioso (Androni Giocattoli-CIPI) remporte l'étape et David Millar (Garmin-Cervélo) prend la tête du classement général alors que son coéquipier Christophe Le Mével montre son panache en attaquant et gagnant 21 secondes sur les autres leaders. Le lendemain, la quatrième étape est neutralisée en mémoire de Weylandt. Les coureurs de sa formation, la Leopard-Trek, passent la ligne d'arrivée en tête en compagnie de Tyler Farrar (Garmin-Cervélo), ami et compagnon d'entraînement de Weylandt. Les huit coureurs de l'équipe luxembourgeoise se retirent de la course le soir même, ainsi que Farrar, ébranlé moralement.

### 11 - 14 mai: Weening en rose
Lors de la 5e étape, marquée par les Strade Bianche, Pieter Weening (Rabobank) s'impose 8 secondes devant le peloton des favoris, dont le sprint est réglé par Fabio Duarte (Geox-TMC). José Serpa (Androni Giocattoli-CIPI) prend la 3e place. Weening s'empare également du maillot rose, 2 s devant le duo de la HTC-Highroad Marco Pinotti et Kanstantsin Siutsou. Il le conserve à l'issue des 6e, remportée au sprint par Francisco Ventoso (Movistar) devant Alessandro Petacchi (Lampre-ISD) et Roberto Ferrari (Androni Giocattoli-CIPI), et 7e étapes. Cette dernière n'est pas l'occasion de changements au général, malgré l'arrivée au sommet du Montevergine di Mercogliano. À défaut de bataille pour le classement général, la victoire d'étape est disputée et remportée pour quelques centimètres Bart De Clercq (Omega Pharma-Lotto) devant Michele Scarponi (Lampre-ISD). Roman Kreuziger (Astana) finit troisième. Pieter Weening le conserve le lendemain, à l'issue d'une étape remportée par Oscar Gatto (Farnese Vini-Neri Sottoli) devant Alberto Contador (Saxo Bank-Sungard), qui prend la 5e place du classement général. Petacchi règle le sprint du peloton, à 5 s.

### 15 mai: Contador s'empare du maillot rose sur l'Etna
Alberto Contador (Saxo Bank-Sungard) s'impose au sommet de l'Etna, après avoir décramponné José Rujano (Androni Giocattoli-CIPI), sur qui il finit avec 2 s d'avance, dans les derniers hectomètres. Un groupe de 7 coureurs, réglé par Stefano Garzelli (Acqua & Sapone), termine à 50 s. Au classement général, Contador, qui s'empare du maillot rose et de la 2e place du classement de la montagne, devance Kanstantsin Siutsou (HTC-Highroad) et Christophe Le Mével (Garmin-Cervélo) de 59 s et 1 min 19 s. Derrière les deux surprises de cette première semaine, on retrouve deux des grands favoris, Vincenzo Nibali (Liquigas-Cannondale) et Michele Scarponi (Lampre-ISD), à 1 min 21 s et 1 min 28 s.

### 17 - 19 mai: étapes de transition
Aucun changement au général n'est à signaler à l'issue de la 10e étape. Mark Cavendish (HTC-Highroad) s'impose au sprint devant Francisco Ventoso (Movistar) et Alessandro Petacchi (Lampre-ISD). Lors de la 11e étape, Christophe Le Mével (Garmin-Cervélo) s'échappe, mais ne bénéficie pas d'un bon de sortie de la part des Saxo Bank-Sungard. Il perd finalement 9 secondes sur le groupe maillot rose, se retrouvant ainsi 4e à 1 min 28 s. John Gadret (AG2R La Mondiale) s'impose au sommet de la bosse finale, devant Joaquim Rodríguez (Katusha) et Giovanni Visconti (Farnese Vini-Neri Sottoli). Cavendish gagne la 12e étape au sprint devant Davide Appollonio (Sky) et Petacchi.

### 20 - 24 mai: Contador, le plus régulier en montagne
Lors de la 13e étape, Alberto Contador (Saxo Bank-Sungard) et José Rujano (Androni Giocattoli-CIPI) s'isolent en tête de la course. Dans les derniers kilomètres, John Gadret et Hubert Dupont (AG2R La Mondiale) sortent également. Rujano remporte l'étape, que ne lui dispute pas Contador. Gadret termine troisième à 1 min 27 s, Dupont 4e à 1 min 29 s, juste devant Igor Antón (Euskaltel-Euskadi). Roman Kreuziger (Astana), Michele Scarponi (Lampre-ISD), Vincenzo Nibali (Liquigas-Cannondale), Vasil Kiryienka (Movistar), Denis Menchov (Geox-TMC) et David Arroyo (Movistar) franchissent la ligne dans cet ordre, à 1 min 36 s. Au classement général, Contador devance Nibali de 3 min 09 s, Scarponi de 3 min 16 s, Arroyo de 3 min 25 s et Kreuziger de 3 min 29 s. Le duo d'AG2R La Mondiale effectue une belle remontée au classement général, puisque Gadret est 8e à 4 min 06 s et Dupont 10e à 4 min 38 s. En revanche, Kanstantsin Siutsou (HTC-Highroad), et surtout Christophe Le Mével (Garmin-Cervélo), chutent au classement. Siutsou est désormais 6e à 3 min 53 s, Le Mével 16e à 5 min 29 s. Contador s'empare également du maillot rouge et du maillot vert.
Igor Antón (Euskaltel-Euskadi) s'impose lors de la 14e étape, devançant Alberto Contador (Saxo Bank-Sungard) de 33 s, qui lâche Vincenzo Nibali (Liquigas-Cannondale) juste avant la flamme rouge. Ce dernier finit à 40 secondes du vainqueur du jour. Michele Scarponi (Lampre-ISD) est 4e, à 1 min 11 s. Au classement général, on retrouve les mêmes quatre premiers, toutefois pas dans le même ordre, avec Contador en rose avec 3 min 20 s d'avance sur Nibali, 3 min 21 s sur Antón et 4 min 06 s sur Scarponi. Denis Menchov (Geox-TMC), grâce à sa 5e place sur l'étape, remonte à la 7e place du général, à 6 min 06 s. John Gadret et Hubert Dupont (AG2R La Mondiale) remontent également, devenant respectivement 5e à 5 min 23 s et 8e à 6 min 12 s. En revanche, conséquence de sa 16e place de l'étape, Roman Kreuziger (Astana) chute à la 9e place, à 6 min 40 s. Mikel Nieve (Euskaltel-Euskadi), rescapé de l'échappée matinale, gagne la 15e étape, courue sous des conditions dantesques et longue d'environ 7 heures et 30 minutes, 1 min 41 s devant Stefano Garzelli (Acqua & Sapone), l'autre rescapé de cette échappée, qui se console en s'emparant du maillot vert. Contador conforte son maillot rose en terminant 3e de l'étape, à 1 min 51 s du vainqueur du jour. Au classement général, il devance Scarponi de 4 min 20 s, Nibali de 5 min 11 s, Gadret de 6 min 08 s et Nieve de 7 min 03 s. Le maillot rose assoit encore son avance en remportant le chrono en côte, où il devance Nibali de 34 s, Scarponi de 38 s, José Rujano (Androni Giocattoli-CIPI) de 39 s et Garzelli, longtemps en tête, de 46 s.
Au classement général, les positions sont très claires désormais. Alberto Contador (Saxo Bank-Sungard) en rose, Michele Scarponi (Lampre-ISD) et Vincenzo Nibali (Liquigas-Cannondale), respectivement 2e et 3e à 4 min 58 s et 5 min 45 s, pour se battre pour la 2e place. John Gadret (AG2R La Mondiale), à 7 min 35 s, semble très bien parti pour garder sa 4e place jusqu'au bout. En revanche, pour le reste du Top 10, c'est encore très ouvert, puisque entre le 5e, José Rujano (Androni Giocattoli-CIPI), et le 13e, Steven Kruijswijk (Rabobank), il n'y a que 3 min 20 s de différence, soit seulement 25 s d'écart en moyenne entre 2 coureurs qui se suivent.

### 25 - 26 mai: les Italiens s'imposent en baroudeurs
Diego Ulissi (Lampre-ISD) remporte la 17e étape. Il devance Pablo Lastras (Movistar) et Giovanni Visconti (Farnese Vini-Neri Sottoli), déclassé pour avoir poussé Ulissi. Le peloton termine à 2 min 59 s. Kanstantsin Siutsou (HTC-Highroad), 10e de l'étape à 10 s, remonte à la 5e place du général, à 9 min 12 s de Contador. Eros Capecchi (Liquigas-Cannondale) remporte la 18e étape, devant Marco Pinotti (HTC-Highroad) et Kevin Seeldraeyers (Quick Step). Aucun changement au général n'est à signaler lors de cette étape.

### 27 - 29 mai: derniers affrontements pour les places d'honneur

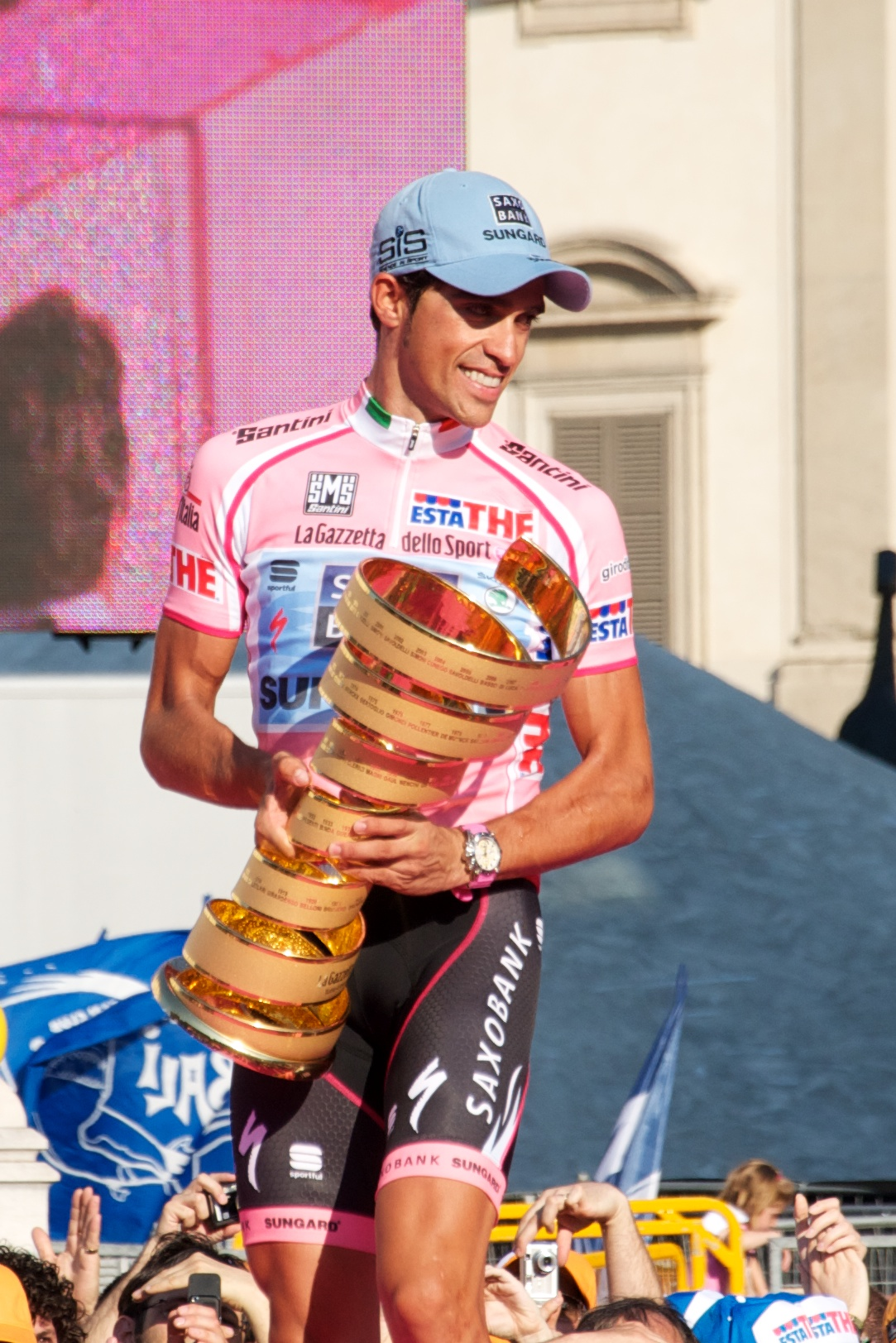
Alberto Contador célèbre sa victoire du Giro 2011 sur la piazza del Duomo à Milan avec le maillot rose et la coupe, avant d'avoir été déclassé pour dopage.

Pas de gros écarts ont été créés lors de la 19e étape, avec les 7 premiers coureurs en 8 secondes. Paolo Tiralongo (Astana) s'impose, juste devant Alberto Contador (Saxo Bank-Sungard) qui a laissé gagner son ancien coéquipier. Au général, le Top 5 reste inchangé et le reste du Top 10 est composé des mêmes coureurs, mais dans un ordre différent : Mikel Nieve (Euskaltel-Euskadi) Roman Kreuziger (Astana), Joaquim Rodríguez (Katusha), Denis Menchov (Geox-TMC), José Rujano (Androni Giocattoli-CIPI) occupent désormais les places de sixième à dixième. Vasil Kiryienka (Movistar) s’impose lors de la 20e étape et dédie sa victoire à son coéquipier Xavier Tondo, décédé accidentellement cinq jours plus tôt. Derrière lui, Rujano reprend du temps sur ses adversaires et Rodríguez prend la troisième place de l'étape. Au cours de cette journée, Vincenzo Nibali (Liquigas-Cannondale) perd 22 secondes sur Contador et Michele Scarponi (Lampre-ISD).
David Millar (Garmin-Cervélo) clôt le Giro en s'imposant dans la 21e étape, un contre-la-montre de 26 kilomètres, devant Alex Rasmussen (HTC-Highroad), qui a terminé sa course avec un pneu crevé, et Alberto Contador (Saxo Bank-Sungard). Contador remporte donc ce Giro, avec plus de 6 min sur Michele Scarponi (Lampre-ISD) et Vincenzo Nibali (Liquigas-Cannondale), 10 min 04 s sur John Gadret (AG2R La Mondiale) et entre 11 min et 14 min 15 s sur le reste du Top 10. Il remporte le classement par point, tandis que Stefano Garzelli (Acqua & Sapone) s'adjuge le maillot vert et Roman Kreuziger (Astana), 6e du général, le maillot blanc, son équipe Astana remportant le classement par équipes.

### Résultats de Contador annulés
À la suite de son contrôle positif au Clenbutérol au Tour de France 2010, Alberto Contador est suspendu rétroactivement le 6 février 2012 pour deux ans et perd le bénéfice de ses victoires obtenues après ce Tour de France dont le Tour d'Italie 2011. La victoire finale revient à Michele Scarponi qui remporte également le classement par points. Les étapes remportées par l'Espagnol reviennent à José Rujano pour la 9e étape et Vincenzo Nibali pour la 16e étape.

## Étapes
Chaque étape est décrite plus en détail en suivant le lien indiqué dans la première colonne du tableau ci-dessous.
| Étape     | Date        | Villes étapes                           | Profil             | km                 | Vainqueur d’étape   | Leader du classement général |
| --------- | ----------- | --------------------------------------- | ------------------ | ------------------ | ------------------- | ---------------------------- |
| 1re étape | Sam. 7 mai  | Venaria Reale - Turin                   |                    | 19,3 (clm/éq)      | HTC-Highroad        | Marco Pinotti                |
| 2e étape  | Dim. 8 mai  | Alba - Parme                            |                    | 244                | Alessandro Petacchi | Mark Cavendish               |
| 3e étape  | Lun. 9 mai  | Reggio d'Émilie - Rapallo               |                    | 173                | Ángel Vicioso       | David Millar                 |
| 4e étape  | Mar. 10 mai | Quarto dei mille - Livourne             |                    | 216                | Étape neutralisée   | David Millar                 |
| 5e étape  | Mer. 11 mai | Piombino - Orvieto                      |                    | 173                | Pieter Weening      | Pieter Weening               |
| 6e étape  | Jeu. 12 mai | Orvieto - Fiuggi Terme                  |                    | 216                | Francisco Ventoso   | Pieter Weening               |
| 7e étape  | Ven. 13 mai | Maddaloni - Montevergine di Mercogliano |                    | 110                | Bart De Clercq      | Pieter Weening               |
| 8e étape  | Sam. 14 mai | Sapri - Tropea                          |                    | 217                | Oscar Gatto         | Pieter Weening               |
| 9e étape  | Dim. 15 mai | Messine - Etna                          |                    | 169                | José Rujano         | Kanstantsin Siutsou          |
|           | Lun. 16 mai | (journée de repos)                      | (journée de repos) | (journée de repos) | (journée de repos)  | (journée de repos)           |
| 10e étape | Mar. 17 mai | Termoli - Teramo                        |                    | 159                | Mark Cavendish      | Kanstantsin Siutsou          |
| 11e étape | Mer. 18 mai | Tortoreto Lido - Castelfidardo          |                    | 142                | John Gadret         | Kanstantsin Siutsou          |
| 12e étape | Jeu. 19 mai | Castelfidardo - Ravenne                 |                    | 184                | Mark Cavendish      | Kanstantsin Siutsou          |
| 13e étape | Ven. 20 mai | Spilimbergo - Grossglockner (AUT)       |                    | 167                | José Rujano         | Vincenzo Nibali              |
| 14e étape | Sam. 21 mai | Lienz (AUT) - Monte Zoncolan            |                    | 170                | Igor Antón          | Vincenzo Nibali              |
| 15e étape | Dim. 22 mai | Conegliano - Gardeccia/Val di Fassa     |                    | 229                | Mikel Nieve         | Michele Scarponi             |
|           | Lun. 23 mai | (journée de repos)                      | (journée de repos) | (journée de repos) | (journée de repos)  | (journée de repos)           |
| 16e étape | Mar. 24 mai | Belluno - Nevegal                       |                    | 12,7 (clm)         | Vincenzo Nibali     | Michele Scarponi             |
| 17e étape | Mer. 25 mai | Feltre - Tirano                         |                    | 230                | Diego Ulissi        | Michele Scarponi             |
| 18e étape | Jeu. 26 mai | Morbegno - San Pellegrino Terme         |                    | 151                | Eros Capecchi       | Michele Scarponi             |
| 19e étape | Ven. 27 mai | Bergame - Macugnaga                     |                    | 209                | Paolo Tiralongo     | Michele Scarponi             |
| 20e étape | Sam. 28 mai | Verbania - Sestrières                   |                    | 242                | Vasil Kiryienka     | Michele Scarponi             |
| 21e étape | Dim. 29 mai | Milan - Milan                           |                    | 26,0 (clm)         | David Millar        | Michele Scarponi             |

## Classements finals

### Classement général

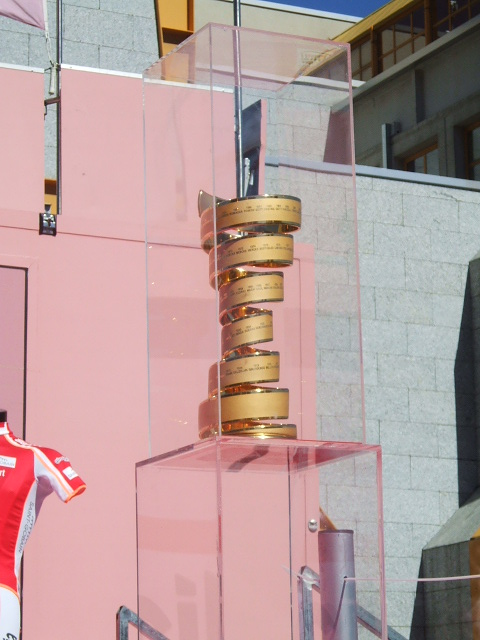
La coupe offerte au vainqueur du Giro 2011.

|     | Cycliste            | Pays        | Équipe                  | Temps | Temps            |
| --- | ------------------- | ----------- | ----------------------- | ----- | ---------------- |
| DSQ | Alberto Contador    | Espagne     | Saxo Bank-Sungard       |       | 84 h 05 min 14 s |
| 1   | Michele Scarponi    | Italie      | Lampre-ISD              | en    | 84 h 11 min 24 s |
| 2   | Vincenzo Nibali     | Italie      | Liquigas-Cannondale     |       | 46 s             |
| 3   | John Gadret         | France      | AG2R La Mondiale        |       | 3 min 56 s       |
| 4   | Joaquim Rodríguez   | Espagne     | Katusha                 |       | 4 min 55 s       |
| 5   | Roman Kreuziger     | Tchéquie    | Astana                  |       | 5 min 18 s       |
| 6   | José Rujano         | Venezuela   | Androni Giocattoli-CIPI |       | 6 min 02 s       |
| 7   | Denis Menchov       | Russie      | Geox-TMC                |       | 6 min 08 s       |
| 8   | Steven Kruijswijk   | Pays-Bas    | Rabobank                |       | 7 min 41 s       |
| 9   | Kanstantsin Siutsou | Biélorussie | HTC-Highroad            |       | 8 min 00 s       |
| 10  | Mikel Nieve         | Espagne     | Euskaltel-Euskadi       |       | 9 min 58 s       |
| 11  | Hubert Dupont       | France      | AG2R La Mondiale        |       | 11 min 54 s      |
| 12  | Dario Cataldo       | Italie      | Quick Step              |       | 12 min 13 s      |
| 13  | David Arroyo        | Espagne     | Movistar                |       | 20 min 46 s      |
| 14  | Christophe Le Mével | France      | Garmin-Cervélo          |       | 24 min 52 s      |
| 15  | Johann Tschopp      | Suisse      | BMC Racing              |       | 29 min 10 s      |
| 16  | Matteo Carrara      | Italie      | Vacansoleil             |       | 30 min 58 s      |
| 17  | Igor Antón          | Espagne     | Euskaltel-Euskadi       |       | 31 min 29 s      |
| 18  | Paolo Tiralongo     | Italie      | Astana                  |       | 32 min 11 s      |
| 19  | Tiago Machado       | Portugal    | RadioShack              |       | 33 min 49 s      |
| 20  | Thomas Lövkvist     | Suède       | Sky                     |       | 37 min 41 s      |

### Classements annexes
|     | Cycliste          | Équipe                  | Points |
| --- | ----------------- | ----------------------- | ------ |
| DSQ | Alberto Contador  | Saxo Bank-Sungard       | 186    |
| 1   | Michele Scarponi  | Lampre-ISD              | 122    |
| 2   | Vincenzo Nibali   | Liquigas-Cannondale     | 121    |
| 3   | José Rujano       | Androni Giocattoli-CIPI | 107    |
| 4   | John Gadret       | AG2R La Mondiale        | 97     |
| 5   | Joaquim Rodríguez | Katusha                 | 87     |
| 6   | Roman Kreuziger   | Astana                  | 85     |
| 7   | Stefano Garzelli  | Acqua & Sapone          | 81     |
| 8   | Roberto Ferrari   | Androni Giocattoli-CIPI | 70     |
| 9   | Pablo Lastras     | Movistar                | 66     |
| 10  | Jan Bakelants     | Omega Pharma-Lotto      | 63     |

|     | Cycliste           | Équipe                  | Points |
| --- | ------------------ | ----------------------- | ------ |
| 1   | Stefano Garzelli   | Acqua & Sapone          | 67     |
| DSQ | Alberto Contador   | Saxo Bank-Sungard       | 58     |
| 2   | José Rujano        | Androni Giocattoli-CIPI | 43     |
| 3   | Mikel Nieve        | Euskaltel-Euskadi       | 39     |
| 4   | Gianluca Brambilla | Colnago-CSF Inox        | 29     |
| 5   | Vasil Kiryienka    | Movistar                | 24     |
| 6   | Emanuele Sella     | Androni Giocattoli-CIPI | 23     |
| 7   | Michele Scarponi   | Lampre-ISD              | 23     |
| 8   | Vincenzo Nibali    | Liquigas-Cannondale     | 22     |
| 9   | Johnny Hoogerland  | Vacansoleil-DCM         | 21     |
| 10  | Jérôme Pineau      | Quick Step              | 20     |

|    | Cycliste           | Équipe             | Temps | Temps            |
| -- | ------------------ | ------------------ | ----- | ---------------- |
| 1  | Roman Kreuziger    | Astana             | en    | 84 h 16 min 42 s |
| 2  | Steven Kruijswijk  | Rabobank           | +     | 2 min 23 s       |
| 3  | Peter Stetina      | Garmin-Cervélo     |       | 38 min 41 s      |
| 4  | Jan Bakelants      | Omega Pharma-Lotto |       | 43 min 39 s      |
| 5  | Bart De Clercq     | Omega Pharma-Lotto |       | 52 min 57 s      |
| 6  | Cayetano Sarmiento | Acqua & Sapone     |       | 1 h 06 min 01 s  |
| 7  | Marcel Wyss        | Geox-TMC           |       | 1 h 07 min 16 s  |
| 8  | Diego Ulissi       | Lampre-ISD         |       | 1 h 20 min 14 s  |
| 9  | Robert Kišerlovski | Astana             |       | 1 h 22 min 10 s  |
| 10 | Kevin Seeldraeyers | Quick Step         |       | 1 h 42 min 22 s  |

|    | Équipe             | Pays       | Temps | Temps             |
| -- | ------------------ | ---------- | ----- | ----------------- |
| 1  | Astana             | Kazakhstan | en    | 252 h 44 min 52 s |
| 2  | Movistar           | Espagne    | +     | 10 min 00 s       |
| 3  | AG2R La Mondiale   | France     |       | 11 min 23 s       |
| 4  | Katusha            | Espagne    |       | 24 min 46 s       |
| 5  | Geox-TMC           | Espagne    |       | 38 min 41 s       |
| 6  | Saxo Bank-Sungard  | Danemark   |       | 45 min 23 s       |
| 7  | Omega Pharma-Lotto | Belgique   |       | 1 h 07 min 35 s   |
| 8  | Acqua & Sapone     | Italie     |       | 1 h 07 min 57 s   |
| 9  | Euskaltel-Euskadi  | Espagne    |       | 1 h 20 min 35 s   |
| 10 | Lampre-ISD         | Italie     |       | 1 h 24 min 01 s   |

| \| \| Équipe \| Pays \| Points \| \| -- \| ----------------------- \| ---------- \| ------ \| \| 1 \| Lampre-ISD \| Italie \| 338 \| \| 2 \| Androni Giocattoli-CIPI \| Italie \| 299 \| \| 3 \| AG2R La Mondiale \| France \| 298 \| \| 4 \| Movistar \| Espagne \| 285 \| \| 5 \| Saxo Bank-Sungard \| Danemark \| 277 \| \| 6 \| HTC-Highroad \| États-Unis \| 266 \| \| 7 \| Astana \| Kazakhstan \| 242 \| \| 8 \| Liquigas-Cannondale \| Italie \| 239 \| \| 9 \| Katusha \| Russie \| 202 \| \| 10 \| Acqua & Sapone \| Italie \| 194 \| | - Classement des sprints intermédiaires : Jan Bakelants - Classement de la combativité : Stefano Garzelli - Classement Azzurri d'Italia : José Rujano - Classement Fuga Cervelo : Yaroslav Popovych - Prix du Fair-Play : Liquigas-Cannondale |            |        |
| | Équipe | Pays       | Points |
| 1 | Lampre-ISD | Italie     | 338    |
| 2 | Androni Giocattoli-CIPI | Italie     | 299    |
| 3 | AG2R La Mondiale | France     | 298    |
| 4 | Movistar | Espagne    | 285    |
| 5 | Saxo Bank-Sungard | Danemark   | 277    |
| 6 | HTC-Highroad | États-Unis | 266    |
| 7 | Astana | Kazakhstan | 242    |
| 8 | Liquigas-Cannondale | Italie     | 239    |
| 9 | Katusha | Russie     | 202    |
| 10 | Acqua & Sapone | Italie     | 194    |

### UCI World Tour
Ce Tour d'Italie est l'une des 27 épreuves qui attribuent des points pour l'UCI World Tour 2011. Les points sont attribués aux premiers du général final et aux  premiers de chaque étape, seulement aux coureurs des équipes ayant un label ProTeam. Début 2012, les points gagnés par Contador au classement général ont été redistribuées, alors que ceux obtenus pour les arrivées d'étapes ont été supprimés. L'UCI a finalement attribué des points aux coureurs des équipes continentales, alors que ceux-ci ne devaient pas recevoir de points initialement.
| Position           | 1er | 2e  | 3e  | 4e | 5e | 6e | 7e | 8e | 9e | 10e | 11e | 12e | 13e | 14e | 15e | 16e | 17e | 18e | 19e | 20e |
| Classement général | 170 | 130 | 100 | 90 | 80 | 70 | 60 | 52 | 44 | 38  | 32  | 26  | 22  | 18  | 14  | 10  | 8   | 6   | 4   | 2   |
| Par étape          | 16  | 8   | 4   | 2  | 1  |    |    |    |    |     |     |     |     |     |     |     |     |     |     |     |

| #  | Coureur             | Équipe                  | Points |
| -- | ------------------- | ----------------------- | ------ |
|    | Alberto Contador    | Saxo Bank-Sungard       | 243    |
| 1  | Michele Scarponi    | Lampre-ISD              | 186    |
| 2  | Vincenzo Nibali     | Liquigas-Cannondale     | 149    |
| 3  | John Gadret         | AG2R La Mondiale        | 124    |
| 4  | José Rujano         | Androni Giocattoli-CIPI | 104    |
| 5  | Joaquim Rodríguez   | Katusha                 | 103    |
| 6  | Roman Kreuziger     | Astana                  | 85     |
| 7  | Denis Menchov       | Geox-TMC                | 61     |
| 8  | Mikel Nieve         | Euskaltel-Euskadi       | 54     |
| 9  | Steven Kruijswijk   | Rabobank                | 52     |
| 10 | Kanstantsin Siutsou | HTC-Highroad            | 44     |

| Suite du classement (11-41) | Suite du classement (11-41) | Suite du classement (11-41) | Suite du classement (11-41) |
| --------------------------- | --------------------------- | --------------------------- | --------------------------- |
| 11                          | Mark Cavendish              | HTC-Highroad                | 40                          |
| 12                          | Alessandro Petacchi         | Lampre-ISD                  | 36                          |
| 13                          | Hubert Dupont               | AG2R La Mondiale            | 34                          |
| 14                          | Dario Cataldo               | Quick Step                  | 26                          |
| 15                          | Igor Antón                  | Euskaltel-Euskadi           | 25                          |
| 16                          | David Millar                | Garmin-Cervélo              | 24                          |
| 16                          | Francisco Ventoso           | Movistar                    | 24                          |
| 18                          | Paolo Tiralongo             | Astana                      | 23                          |
| 19                          | David Arroyo                | Movistar                    | 22                          |
| 20                          | Christophe Le Mével         | Garmin-Cervélo              | 21                          |
| 21                          | Eros Capecchi               | Liquigas-Cannondale         | 16                          |
| 21                          | Bart De Clercq              | Omega Pharma-Lotto          | 16                          |
| 21                          | Vasil Kiryienka             | Movistar                    | 16                          |
| 21                          | Diego Ulissi                | Lampre-ISD                  | 16                          |
| 21                          | Pieter Weening              | Rabobank                    | 16                          |
| 26                          | Johann Tschopp              | BMC Racing                  | 14                          |
| 27                          | Pablo Lastras               | Movistar                    | 1 2                         |
| 28                          | Davide Appollonio           | Sky                         | 10                          |
| 28                          | Matteo Carrara              | Vacansoleil-DCM             | 10                          |
| 30                          | Marco Pinotti               | HTC-Highroad                | 8                           |
| 30                          | Alex Rasmussen              | HTC-Highroad                | 8                           |
| 32                          | Tiago Machado               | RadioShack                  | 4                           |
| 32                          | Kevin Seeldraeyers          | Quick Step                  | 4                           |
| 34                          | Jan Bakelants               | Omega Pharma-Lotto          | 2                           |
| 34                          | Danilo Di Luca              | Katusha                     | 2                           |
| 34                          | Alexander Kristoff          | BMC Racing                  | 2                           |
| 34                          | Daniel Moreno               | Katusha                     | 2                           |
| 34                          | Richie Porte                | Saxo Bank-Sungard           | 2                           |
| 39                          | Borut Božič                 | Vacansoleil-DCM             | 1                           |
| 39                          | Gerald Ciolek               | Quick Step                  | 1                           |
| 39                          | Yaroslav Popovych           | RadioShack                  | 1                           |

## Évolution des classements
Sur ce Tour d'Italie, quatre maillots différents sont attribués.
- Pour le classement général, calculé en additionnant les temps chaque cycliste sur chaque étape, et en tenant compte des secondes de bonification obtenues, le leader reçoit un maillot rose. Ce classement est considéré comme le plus important de la course et le gagnant est considéré comme le vainqueur du Giro. Les arrivées d'étapes en ligne donnent 20, 12 et 8 secondes de bonifications aux trois premiers, les sprints intermédiaires 6, 4 et 2 secondes.
- En outre, il y a un classement par points, son leader porte un maillot rouge. Dans ce classement par points, les cyclistes obtiennent des points s'ils terminent dans les 15 premiers d'une étape. La victoire d'étape rapporte 25 points, la deuxième place 20 points, puis 16, 14, 12, 10, et un point de moins par place. Le 15e obtient donc un seul point. De plus, des points sont aussi distribués dans les sprints intermédiaires: 6, 5, 4, 3, 2 et 1 aux six premiers.
- Il existe aussi un classement de la montagne, dont le leader porte un maillot vert. Dans le classement de la montagne, des points sont gagnés en fonction du passage au sommet d'un col. Chaque ascension est classée soit en première, deuxième ou troisième catégorie. Les points sont attribués en fonction de la difficulté de l'ascension :
  - 4e catégorie : 3, 2 et 1 aux trois premiers ;
  - 3e catégorie : 5, 3, 2 et 1 aux quatre premiers ;
  - 2e catégorie : 9, 5, 3, 2 et 1 aux cinq premiers ;
  - 1re catégorie : 15, 9, 5, 3, 2 et 1 aux six premiers ;
  - Cima Coppi (toit du Giro) : 21, 15, 9, 5, 3, 2 et 1 aux sept premiers.
- Le quatrième maillot est blanc et il représente le leader du classement du meilleur jeune. Le classement est calculé en fonction du classement général, mais seuls les coureurs nés après le 1er janvier 1986 (25 ans et moins) sont éligibles.
- Il existe également deux classements pour les équipes.
  - Le premier est le Trofeo Fast Team. Dans ce classement, les temps des trois meilleurs coureurs par équipe sur chaque étape sont additionnés (les bonifications ne sont pas prises en compte). L'équipe leader est l'équipe avec le meilleur temps total.
  - Le second est le classement Trofeo Super Team, ou classement par équipes et par points. Après chaque étape, l'équipe du premier marque 20 points, l'équipe du deuxième 19 points, et ainsi de suite jusqu'à l'équipe du vingtième qui marque 1 point.

| Étape            | Vainqueur           | Cl. général      | Cl. par points      | Cl. de la montagne | Cl. du meilleur jeune | Cl. par équipes aux temps | Cl. par équipes aux points |
| ---------------- | ------------------- | ---------------- | ------------------- | ------------------ | --------------------- | ------------------------- | -------------------------- |
| 1                | HTC-Highroad        | Marco Pinotti    | Non décerné         | Non décerné        | Bjorn Selander        | HTC-Highroad              | Non décerné                |
| 2                | Alessandro Petacchi | Mark Cavendish   | Alessandro Petacchi | Sebastian Lang     | Bjorn Selander        | HTC-Highroad              | Lampre-ISD                 |
| 3                | Ángel Vicioso       | David Millar     | Alessandro Petacchi | Gianluca Brambilla | Jan Bakelants         | Garmin-Cervélo            | Garmin-Cervélo             |
| 4                | Étape neutralisée   | David Millar     | Alessandro Petacchi | Gianluca Brambilla | Jan Bakelants         | Garmin-Cervélo            | Garmin-Cervélo             |
| 5                | Pieter Weening      | Pieter Weening   | Alessandro Petacchi | Martin Kohler      | Steven Kruijswijk     | Garmin-Cervélo            | Garmin-Cervélo             |
| 6                | Francisco Ventoso   | Pieter Weening   | Alessandro Petacchi | Martin Kohler      | Steven Kruijswijk     | Movistar                  | Garmin-Cervélo             |
| 7                | Bart De Clercq      | Pieter Weening   | Alessandro Petacchi | Bart De Clercq     | Steven Kruijswijk     | Movistar                  | Garmin-Cervélo             |
| 8                | Oscar Gatto         | Pieter Weening   | Alessandro Petacchi | Bart De Clercq     | Steven Kruijswijk     | Movistar                  | Garmin-Cervélo             |
| 9                | Alberto Contador    | Alberto Contador | Alberto Contador    | Filippo Savini     | Roman Kreuziger       | Astana                    | Androni Giocattoli-CIPI    |
| 10               | Mark Cavendish      | Alberto Contador | Alessandro Petacchi | Filippo Savini     | Roman Kreuziger       | Astana                    | Androni Giocattoli-CIPI    |
| 11               | John Gadret         | Alberto Contador | Alessandro Petacchi | Filippo Savini     | Roman Kreuziger       | Astana                    | Androni Giocattoli-CIPI    |
| 12               | Mark Cavendish      | Alberto Contador | Alessandro Petacchi | Filippo Savini     | Roman Kreuziger       | Astana                    | Androni Giocattoli-CIPI    |
| 13               | José Rujano         | Alberto Contador | Alberto Contador    | Alberto Contador   | Roman Kreuziger       | Astana                    | Androni Giocattoli-CIPI    |
| 14               | Igor Antón          | Alberto Contador | Alberto Contador    | Alberto Contador   | Roman Kreuziger       | Astana                    | Lampre-ISD                 |
| 15               | Mikel Nieve         | Alberto Contador | Alberto Contador    | Stefano Garzelli   | Roman Kreuziger       | Astana                    | Lampre-ISD                 |
| 16               | Alberto Contador    | Alberto Contador | Alberto Contador    | Stefano Garzelli   | Roman Kreuziger       | Astana                    | Lampre-ISD                 |
| 17               | Diego Ulissi        | Alberto Contador | Alberto Contador    | Stefano Garzelli   | Roman Kreuziger       | Astana                    | Lampre-ISD                 |
| 18               | Eros Capecchi       | Alberto Contador | Alberto Contador    | Stefano Garzelli   | Roman Kreuziger       | Astana                    | Lampre-ISD                 |
| 19               | Paolo Tiralongo     | Alberto Contador | Alberto Contador    | Stefano Garzelli   | Roman Kreuziger       | Astana                    | Lampre-ISD                 |
| 20               | Vasil Kiryienka     | Alberto Contador | Alberto Contador    | Stefano Garzelli   | Roman Kreuziger       | Astana                    | Lampre-ISD                 |
| 21               | David Millar        | Alberto Contador | Alberto Contador    | Stefano Garzelli   | Roman Kreuziger       | Astana                    | Lampre-ISD                 |
| Classement final | Classement final    | Alberto Contador | Alberto Contador    | Stefano Garzelli   | Roman Kreuziger       | Astana                    | Lampre-ISD                 |

D'autres classements, dont les leaders ne reçoivent pas de maillot sont également mis en jeu durant le Giro. Chaque étape en ligne a un sprint intermédiaire, les Traguardo Volante (it), où les secondes de bonifications sont attribuées pour le classement général, les points pour le classement par points, ainsi qu'un classement spécifique : les Traguardo Volante ou le classement des sprints volants. Pour ce classement spécifique, les cinq premiers du sprint intermédiaire marquent 5, 4, 3, 2 et 1 point.
Le Trophée Fuga Cervelo récompense les baroudeurs : chaque coureur dans une échappée de dix coureurs ou moins obtient un point pour chaque kilomètre d'échappée (s'il y a au moins cinq kilomètres d'échappée).
Le classement Azzurri d'Italia n'attribue pas de maillot distinctif. Il est parrainé par l'association du même nom qui regroupe les sportifs italiens ayant été sélectionnés en équipe nationale. Les trois premiers de chaque étape marquent 4, 2 et 1 point pour ce classement.
Le classement de la combativité n'attribue pas non plus de maillot distinctif. Il s'agit en fait d'une forme de classement combiné. En effet, les points sont attribués selon le barème suivant :
- arrivées des étapes : 6, 5, 4, 3, 2 et 1 aux six premiers ;
- sprints intermédiaire : 5, 4, 3, 2 et 1 aux cinq premiers ;
- côtes de 1re catégorie : 4, 3, 2 et 1 aux quatre premiers ;
- côtes de 2e catégorie : 3, 2 et 1 aux trois premiers ;
- côtes de 3e catégorie : 2 et 1 aux deux premiers.

Les équipes reçoivent des points de pénalité pour des infractions au cours de la course. Le classement du fair-play récompense les équipes qui ont le moins de sanctions.
| Étape  | Traguardo Volante (sprint volant) | Combativité         | Azzurri d'Italia    | Trofeo Fuga Cervelo (échappée) | Fair-play           |
| ------ | --------------------------------- | ------------------- | ------------------- | ------------------------------ | ------------------- |
| 1      | Non décerné                       | Non décerné         | Jussi Veikkanen     | Non décerné                    | Non décerné         |
| 2      | Sebastian Lang                    | Alessandro Petacchi | Alessandro Petacchi | Non décerné                    | HTC-Highroad        |
| 3      | Sebastian Lang                    | Ángel Vicioso       | Ángel Vicioso       | Sebastian Lang                 | Garmin-Cervélo      |
| 4      | Sebastian Lang                    | Ángel Vicioso       | Ángel Vicioso       | Sebastian Lang                 | Garmin-Cervélo      |
| 5      | Jan Bakelants                     | Martin Kohler       | Pieter Weening      | Sebastian Lang                 | Garmin-Cervélo      |
| 6      | Jan Bakelants                     | Alessandro Petacchi | Alessandro Petacchi | Sebastian Lang                 | Rabobank            |
| 7      | Jan Bakelants                     | Alessandro Petacchi | Alessandro Petacchi | Sebastian Lang                 | Rabobank            |
| 8      | Jan Bakelants                     | Alessandro Petacchi | Alessandro Petacchi | Leonardo Giordani              | Rabobank            |
| 9      | Jan Bakelants                     | Alberto Contador    | Alessandro Petacchi | Yaroslav Popovych              | Rabobank            |
| 10     | Jan Bakelants                     | Alessandro Petacchi | Alessandro Petacchi | Yaroslav Popovych              | HTC-Highroad        |
| 11     | Jan Bakelants                     | Alberto Contador    | Alessandro Petacchi | Yaroslav Popovych              | HTC-Highroad        |
| 12     | Jan Bakelants                     | Alessandro Petacchi | Mark Cavendish      | Yaroslav Popovych              | HTC-Highroad        |
| 13     | Jan Bakelants                     | Alberto Contador    | Alberto Contador    | Yaroslav Popovych              | Liquigas-Cannondale |
| 14     | Jan Bakelants                     | Alberto Contador    | Alberto Contador    | Yaroslav Popovych              | Liquigas-Cannondale |
| 15     | Jan Bakelants                     | Alberto Contador    | Alberto Contador    | Yaroslav Popovych              | Liquigas-Cannondale |
| 16     | Jan Bakelants                     | Alberto Contador    | Alberto Contador    | Yaroslav Popovych              | Liquigas-Cannondale |
| 17     | Jan Bakelants                     | Alberto Contador    | Alberto Contador    | Yaroslav Popovych              | Liquigas-Cannondale |
| 18     | Jan Bakelants                     | Alberto Contador    | Alberto Contador    | Yaroslav Popovych              | Liquigas-Cannondale |
| 19     | Jan Bakelants                     | Alberto Contador    | Alberto Contador    | Yaroslav Popovych              | Liquigas-Cannondale |
| 20     | Jan Bakelants                     | Alberto Contador    | Alberto Contador    | Yaroslav Popovych              | Liquigas-Cannondale |
| 21     | Jan Bakelants                     | Alberto Contador    | Alberto Contador    | Yaroslav Popovych              | Liquigas-Cannondale |
| Finals | Jan Bakelants                     | Alberto Contador    | Alberto Contador    | Yaroslav Popovych              | Liquigas-Cannondale |

## Liste des participants
| Légende                      | Légende                                                                                         | Légende | Légende                                                                                                  |
| ---------------------------- | ----------------------------------------------------------------------------------------------- | ------- | --- |
| #                            | Dossard de départ porté par le coureur sur ce Tour                                              | Pos.    | Position finale au classement général                                                                    |
| Leader du classement général | Indique le vainqueur du classement général                                                      |         | Indique le vainqueur du classement de la montagne                                                        |
|                              | Indique le vainqueur du classement par points                                                   |         | Indique le vainqueur du classement du meilleur jeune                                                     |
|                              | Indique la meilleure équipe aux temps                                                           | NP      | Indique un coureur qui n'a pas pris le départ d'une étape, suivi du numéro de l'étape où il s'est retiré |
| AB                           | Indique un coureur qui n'a pas terminé une étape, suivi du numéro de l'étape où il s'est retiré | HD      | Indique un coureur qui a terminé une étape hors des délais, suivi du numéro de l'étape                   |
| EX                           | Coureur exclu pour non-respect du règlement                                                     | *       | Indique un coureur en lice pour le maillot blanc                                                         |

| Acqua & Sapone ASA            | Acqua & Sapone ASA        | Acqua & Sapone ASA | Acqua & Sapone ASA |
| ----------------------------- | ------------------------- | ------------------ | ------------------ |
| #                             | Coureur                   | Âge                | Pos.               |
| 1                             | Stefano Garzelli (ITA)    | 37                 | 26e                |
| 2                             | Massimo Codol (ITA)       | 38                 | 32e                |
| 3                             | Claudio Corioni (ITA)     | 28                 | 150e               |
| 4                             | Carlos Betancur (COL)*    | 21                 | 59e                |
| 5                             | Ruggero Marzoli (ITA)     | 35                 | 118e               |
| 6                             | Vladimir Miholjević (CRO) | 37                 | 31e                |
| 7                             | Danilo Napolitano (ITA)   | 30                 | AB-11              |
| 8                             | Cayetano Sarmiento (COL)* | 24                 | 33e                |
| 9                             | Fabio Taborre (ITA)       | 25                 | 98e                |
| Manager : Palmiro Masciarelli |                           |                    |                    |

| AG2R La Mondiale ALM     | AG2R La Mondiale ALM    | AG2R La Mondiale ALM | AG2R La Mondiale ALM |
| ------------------------ | ----------------------- | -------------------- | -------------------- |
| #                        | Coureur                 | Âge                  | Pos.                 |
| 11                       | Rinaldo Nocentini (ITA) | 33                   | 70e                  |
| 12                       | Julien Bérard (FRA)*    | 23                   | 123e                 |
| 13                       | Mikaël Cherel (FRA)*    | 25                   | 62e                  |
| 14                       | Cyril Dessel (FRA)      | 36                   | 99e                  |
| 15                       | Hubert Dupont (FRA)     | 30                   | 12e                  |
| 16                       | John Gadret (FRA)       | 32                   | 4e                   |
| 17                       | Ben Gastauer (LUX)*     | 23                   | 88e                  |
| 18                       | Yuriy Krivtsov (FRA)    | 32                   | 119e                 |
| 19                       | Matteo Montaguti (ITA)  | 27                   | 77e                  |
| Manager : Vincent Lavenu |                         |                      |                      |

| Androni Giocattoli-CIPI AND | Androni Giocattoli-CIPI AND | Androni Giocattoli-CIPI AND | Androni Giocattoli-CIPI AND |
| --------------------------- | --------------------------- | --------------------------- | --------------------------- |
| #                           | Coureur                     | Âge                         | Pos.                        |
| 21                          | José Serpa (COL)            | 32                          | 52e                         |
| 22                          | Emanuele Sella (ITA)        | 30                          | 35e                         |
| 23                          | José Rujano (VEN)           | 29                          | 7e                          |
| 24                          | Alessandro De Marchi (ITA)* | 24                          | 109e                        |
| 25                          | Giairo Ermeti (ITA)         | 30                          | 144e                        |
| 26                          | Roberto Ferrari (ITA)       | 28                          | 143e                        |
| 27                          | Carlos José Ochoa (VEN)     | 30                          | 65e                         |
| 28                          | Jackson Rodríguez (VEN)     | 26                          | AB-9                        |
| 29                          | Ángel Vicioso (ESP)         | 34                          | 71e                         |
| Manager : Gianni Savio      |                             |                             |                             |

| BMC Racing BMC          | BMC Racing BMC            | BMC Racing BMC | BMC Racing BMC |
| ----------------------- | ------------------------- | -------------- | -------------- |
| #                       | Coureur                   | Âge            | Pos.           |
| 31                      | Chris Barton (USA)*       | 22             | AB-5           |
| 32                      | Chad Beyer (USA)*         | 24             | 152e           |
| 33                      | Mathias Frank (SUI)*      | 24             | 85e            |
| 34                      | Martin Kohler (SUI)       | 25             | AB-13          |
| 35                      | Alexander Kristoff (NOR)* | 23             | 157e           |
| 36                      | Chris Butler (USA)*       | 23             | NP-9           |
| 37                      | Johann Tschopp (SUI)      | 28             | 16e            |
| 38                      | Danilo Wyss (SUI)         | 25             | 126e           |
| 39                      | Simon Zahner (SUI)        | 28             | 131e           |
| Manager : John Lelangue |                           |                |                |

| Colnago-CSF Inox COG      | Colnago-CSF Inox COG      | Colnago-CSF Inox COG | Colnago-CSF Inox COG |
| ------------------------- | ------------------------- | -------------------- | -------------------- |
| #                         | Coureur                   | Âge                  | Pos.                 |
| 41                        | Domenico Pozzovivo (ITA)  | 28                   | AB-15                |
| 42                        | Manuel Belletti (ITA)     | 25                   | NP-13                |
| 43                        | Sacha Modolo (ITA)*       | 23                   | AB-13                |
| 44                        | Stefano Pirazzi (ITA)*    | 24                   | 61e                  |
| 45                        | Filippo Savini (ITA)      | 26                   | AB-19                |
| 46                        | Federico Canuti (ITA)     | 25                   | 94e                  |
| 47                        | Simone Stortoni (ITA)     | 25                   | 80e                  |
| 48                        | Gianluca Brambilla (ITA)* | 23                   | 95e                  |
| 49                        | Marco Frapporti (ITA)     | 26                   | 132e                 |
| Manager : Bruno Reverberi |                           |                      |                      |

| Euskaltel-Euskadi EUS               | Euskaltel-Euskadi EUS   | Euskaltel-Euskadi EUS | Euskaltel-Euskadi EUS |
| ----------------------------------- | ----------------------- | --------------------- | --------------------- |
| #                                   | Coureur                 | Âge                   | Pos.                  |
| 51                                  | Igor Antón (ESP)        | 28                    | 18e                   |
| 52                                  | Daniel Sesma (ESP)      | 26                    | 149e                  |
| 53                                  | Miguel Mínguez (ESP)*   | 22                    | 135e                  |
| 54                                  | Iñaki Isasi (ESP)       | 34                    | 63e                   |
| 55                                  | Pierre Cazaux (FRA)     | 26                    | 124e                  |
| 56                                  | Javier Aramendia (ESP)* | 24                    | 115e                  |
| 57                                  | Jorge Azanza (ESP)      | 28                    | 68e                   |
| 58                                  | Juan José Oroz (ESP)    | 30                    | AB-15                 |
| 59                                  | Mikel Nieve (ESP)       | 26                    | 11e                   |
| Manager : Igor González de Galdeano |                         |                       |                       |

| Geox-TMC GEO             | Geox-TMC GEO              | Geox-TMC GEO | Geox-TMC GEO |
| ------------------------ | ------------------------- | ------------ | ------------ |
| #                        | Coureur                   | Âge          | Pos.         |
| 61                       | Denis Menchov (RUS)       | 33           | 8e           |
| 62                       | Carlos Sastre (ESP)       | 36           | 30e          |
| 63                       | Marcel Wyss (SUI)*        | 24           | 34e          |
| 64                       | David Blanco (ESP)        | 36           | 66e          |
| 65                       | Giampaolo Cheula (ITA)    | 31           | 97e          |
| 66                       | Dmitry Kozontchuk (RUS)   | 27           | 75e          |
| 67                       | Fabio Duarte (COL)*       | 24           | AB-8         |
| 68                       | Mauricio Ardila (COL)     | 31           | 122e         |
| 69                       | Rafael Valls Ferri (ESP)* | 23           | AB-14        |
| Manager : Mauro Gianetti |                           |              |              |

| HTC-Highroad THR        | HTC-Highroad THR          | HTC-Highroad THR | HTC-Highroad THR |
| ----------------------- | ------------------------- | ---------------- | ---------------- |
| #                       | Coureur                   | Âge              | Pos.             |
| 71                      | Mark Cavendish (GBR)      | 25               | NP-13            |
| 72                      | Marco Pinotti (ITA)       | 35               | AB-19            |
| 73                      | Patrick Gretsch (GER)*    | 24               | 138e             |
| 74                      | Craig Lewis (USA)         | 26               | AB-19            |
| 75                      | Lars Ytting Bak (DEN)     | 31               | 127e             |
| 76                      | František Raboň (CZE)     | 27               | AB-15            |
| 77                      | Alex Rasmussen (DEN)      | 26               | 154e             |
| 78                      | Mark Renshaw (AUS)        | 28               | NP-13            |
| 79                      | Kanstantsin Siutsou (BLR) | 28               | 10e              |
| Manager : Bob Stapleton |                           |                  |                  |

| Katusha KAT             | Katusha KAT                                           | Katusha KAT | Katusha KAT |
| ----------------------- | ----------------------------------------------------- | ----------- | ----------- |
| #                       | Coureur                                               | Âge         | Pos.        |
| 81                      | Joaquim Rodríguez (ESP)                               | 31          | 5e          |
| 82                      | Danilo Di Luca (ITA)                                  | 35          | 69e         |
| 83                      | Pavel Brutt (RUS)                                     | 29          | 128e        |
| 84                      | Giampaolo Caruso (ITA)                                | 30          | 42e         |
| 85                      | Daniel Moreno (ESP)                                   | 29          | 29e         |
| 86                      | Eduard Vorganov (RUS)                                 | 28          | 37e         |
| 87                      | Alberto Losada (ESP)                                  | 29          | 55e         |
| 88                      | Joan Horrach (ESP)                                    | 37          | 53e         |
| 89                      | Aliaksandr Kuschynski (BLR) → Champion de Biélorussie | 31          | 90e         |
| Manager : Andreï Tchmil |                                                       |             |             |

| Lampre-ISD LAM             | Lampre-ISD LAM               | Lampre-ISD LAM | Lampre-ISD LAM |
| -------------------------- | ---------------------------- | -------------- | -------------- |
| #                          | Coureur                      | Âge            | Pos.           |
| 91                         | Michele Scarponi (ITA)       | 31             | 2e             |
| 92                         | Alessandro Petacchi (ITA)    | 37             | NP-13          |
| 93                         | Marco Marzano (ITA)          | 30             | AB-15          |
| 94                         | Diego Ulissi (ITA)*          | 21             | 41e            |
| 95                         | Danilo Hondo (GER)           | 37             | NP-13          |
| 96                         | Przemysław Niemiec (POL)     | 31             | 40e            |
| 97                         | Alessandro Spezialetti (ITA) | 30             | 107e           |
| 98                         | Daniele Righi (ITA)          | 35             | 125e           |
| 99                         | Simon Špilak (SLO)*          | 24             | 117e           |
| Manager : Giuseppe Saronni |                              |                |                |

| Leopard-Trek LEO        | Leopard-Trek LEO       | Leopard-Trek LEO | Leopard-Trek LEO |
| ----------------------- | ---------------------- | ---------------- | ---------------- |
| #                       | Coureur                | Âge              | Pos.             |
| 101                     | Brice Feillu (FRA)     | 25               | NP-5             |
| 102                     | Dominic Klemme (GER)*  | 24               | NP-5             |
| 103                     | Thomas Rohregger (AUT) | 28               | NP-5             |
| 104                     | Tom Stamsnijder (NED)  | 25               | NP-5             |
| 105                     | Bruno Pires (POR)      | 29               | NP-5             |
| 106                     | Davide Viganò (ITA)    | 26               | NP-5             |
| 107                     | Fabian Wegmann (GER)   | 30               | NP-5             |
| 108                     | Wouter Weylandt (BEL)  | 26               | AB-3 (décès)     |
| 109                     | Oliver Zaugg (SUI)     | 29               | NP-5             |
| Manager : Brian Nygaard |                        |                  |                  |

| Liquigas-Cannondale LIQ  | Liquigas-Cannondale LIQ    | Liquigas-Cannondale LIQ | Liquigas-Cannondale LIQ |
| ------------------------ | -------------------------- | ----------------------- | ----------------------- |
| #                        | Coureur                    | Âge                     | Pos.                    |
| 111                      | Vincenzo Nibali (ITA)      | 26                      | 3e                      |
| 112                      | Valerio Agnoli (ITA)       | 26                      | 83e                     |
| 113                      | Eros Capecchi (ITA)*       | 24                      | 60e                     |
| 114                      | Alan Marangoni (ITA)       | 26                      | 142e                    |
| 115                      | Tiziano Dall'Antonia (ITA) | 27                      | 139e                    |
| 116                      | Fabio Sabatini (ITA)       | 26                      | 104e                    |
| 117                      | Cristiano Salerno (ITA)    | 26                      | 57e                     |
| 118                      | Sylwester Szmyd (POL)      | 33                      | 82e                     |
| 119                      | Alessandro Vanotti (ITA)   | 30                      | 73e                     |
| Manager : Roberto Amadio |                            |                         |                         |

| Movistar MOV                    | Movistar MOV              | Movistar MOV | Movistar MOV |
| ------------------------------- | ------------------------- | ------------ | ------------ |
| #                               | Coureur                   | Âge          | Pos.         |
| 121                             | David Arroyo (ESP)        | 31           | 14e          |
| 122                             | Vasil Kiryienka (BLR)     | 29           | 25e          |
| 123                             | Ignatas Konovalovas (LTU) | 25           | 102e         |
| 124                             | Carlos Oyarzún (CHI)*     | 24           | 112e         |
| 125                             | Pablo Lastras (ESP)       | 35           | 38e          |
| 126                             | Sergio Pardilla (ESP)     | 27           | 48e          |
| 127                             | Luis Pasamontes (ESP)     | 31           | 51e          |
| 128                             | Branislau Samoilau (BLR)  | 25           | 46e          |
| 129                             | Francisco Ventoso (ESP)   | 28           | NP-13        |
| Manager : Eusebio Unzué Labiano |                           |              |              |

| Omega Pharma-Lotto OLO  | Omega Pharma-Lotto OLO                       | Omega Pharma-Lotto OLO | Omega Pharma-Lotto OLO |
| ----------------------- | -------------------------------------------- | ---------------------- | ---------------------- |
| #                       | Coureur                                      | Âge                    | Pos.                   |
| 131                     | Jan Bakelants (BEL)*                         | 25                     | 23e                    |
| 132                     | Adam Blythe (GBR)*                           | 21                     | AB-10                  |
| 133                     | Francis De Greef (BEL)                       | 26                     | 24e                    |
| 134                     | Bart De Clercq (BEL)*                        | 24                     | 27e                    |
| 135                     | Gert Dockx (BEL)*                            | 22                     | 96e                    |
| 136                     | Olivier Kaisen (BEL)                         | 28                     | 141e                   |
| 137                     | Sebastian Lang (GER)                         | 31                     | 56e                    |
| 138                     | Jussi Veikkanen (FIN) → Champion de Finlande | 30                     | 120e                   |
| 139                     | Klaas Lodewyck (BEL)*                        | 23                     | 147e                   |
| Manager : Marc Sergeant |                                              |                        |                        |

| Astana AST                    | Astana AST                                   | Astana AST | Astana AST |
| ----------------------------- | -------------------------------------------- | ---------- | ---------- |
| #                             | Coureur                                      | Âge        | Pos.       |
| 141                           | Roman Kreuziger (CZE)*                       | 24         | 6e         |
| 142                           | Paolo Tiralongo (ITA)                        | 33         | 19e        |
| 143                           | Francesco Masciarelli (ITA)*                 | 24         | NP-17      |
| 144                           | Robert Kišerlovski (CRO)*                    | 24         | 43e        |
| 145                           | Maxim Gourov (KAZ) → Champion du Kazakhstan  | 32         | 151e       |
| 146                           | Josep Jufré (ESP)                            | 35         | 74e        |
| 147                           | Alexsandr Dyachenko (KAZ)                    | 27         | 111e       |
| 148                           | Evgueni Petrov (RUS)                         | 32         | 39e        |
| 149                           | Gorazd Štangelj (SLO) → Champion de Slovénie | 38         | 86e        |
| Manager : Giuseppe Martinelli |                                              |            |            |

| Farnese Vini-Neri Sottoli FAR | Farnese Vini-Neri Sottoli FAR               | Farnese Vini-Neri Sottoli FAR | Farnese Vini-Neri Sottoli FAR |
| ----------------------------- | ------------------------------------------- | ----------------------------- | ----------------------------- |
| #                             | Coureur                                     | Âge                           | Pos.                          |
| 150                           | Giovanni Visconti (ITA) → Champion d'Italie | 28                            | 49e                           |
| 151                           | Francesco Failli (ITA)                      | 27                            | AB-5                          |
| 152                           | Leonardo Giordani (ITA)                     | 33                            | 114e                          |
| 153                           | Oscar Gatto (ITA)                           | 26                            | 105e                          |
| 154                           | Matteo Rabottini (ITA)*                     | 23                            | 113e                          |
| 155                           | Luca Mazzanti (ITA)                         | 37                            | 103e                          |
| 156                           | Elia Favilli (ITA)*                         | 22                            | 158e                          |
| 157                           | Andrea Noè (ITA)                            | 42                            | AB-14                         |
| 158                           | Davide Ricci Bitti (ITA)                    | 27                            | 148e                          |
| Manager : Angelo Citracca     |                                             |                               |                               |

| Quick Step QST             | Quick Step QST            | Quick Step QST | Quick Step QST |
| -------------------------- | ------------------------- | -------------- | -------------- |
| #                          | Coureur                   | Âge            | Pos.           |
| 161                        | Francesco Chicchi (ITA)   | 30             | AB-14          |
| 162                        | Dario Cataldo (ITA)       | 26             | 13e            |
| 163                        | Gerald Ciolek (GER)*      | 24             | AB-13          |
| 164                        | Francesco Reda (ITA)      | 28             | 134e           |
| 165                        | Addy Engels (NED)         | 33             | 110e           |
| 166                        | Davide Malacarne (ITA)*   | 23             | 146e           |
| 167                        | Jérôme Pineau (FRA)       | 31             | 84e            |
| 168                        | Kevin Seeldraeyers (BEL)* | 24             | 50e            |
| 169                        | Kristof Vandewalle (BEL)  | 26             | 93e            |
| Manager : Patrick Lefevere |                           |                |                |

| Rabobank RAB            | Rabobank RAB             | Rabobank RAB | Rabobank RAB |
| ----------------------- | ------------------------ | ------------ | ------------ |
| #                       | Coureur                  | Âge          | Pos.         |
| 171                     | Graeme Brown (AUS)       | 32           | HD-9         |
| 172                     | Rick Flens (NED)         | 28           | 155e         |
| 173                     | Steven Kruijswijk (NED)* | 23           | 9e           |
| 174                     | Stef Clement (NED)       | 28           | 108e         |
| 175                     | Tom-Jelte Slagter (NED)* | 21           | AB-5         |
| 176                     | Bram Tankink (NED)       | 32           | 36e          |
| 177                     | Jos van Emden (NED)*     | 23           | 159e         |
| 178                     | Dennis van Winden (NED)* | 23           | 121e         |
| 179                     | Pieter Weening (NED)     | 30           | 45e          |
| Manager : Erik Breukink |                          |              |              |

| Saxo Bank-Sungard SBS | Saxo Bank-Sungard SBS     | Saxo Bank-Sungard SBS | Saxo Bank-Sungard SBS |
| --------------------- | ------------------------- | --------------------- | --------------------- |
| #                     | Coureur                   | Âge                   | Pos.                  |
| 181                   | Alberto Contador (ESP)    | 28                    | 1er                   |
| 182                   | Laurent Didier (LUX)      | 26                    | 130e                  |
| 183                   | Volodymyr Gustov (UKR)    | 34                    | 72e                   |
| 184                   | Jesus Hernandez (ESP)     | 29                    | 28e                   |
| 185                   | Kasper Klostergaard (DEN) | 27                    | 153e                  |
| 186                   | Richie Porte (AUS)        | 26                    | 81e                   |
| 187                   | Daniel Navarro (ESP)      | 27                    | 44e                   |
| 188                   | Matteo Tosatto (ITA)      | 36                    | 136e                  |
| 189                   | Michael Mørkøv (DEN)      | 26                    | 156e                  |
| Manager : Bjarne Riis |                           |                       |                       |

| Sky SKY                    | Sky SKY                    | Sky SKY | Sky SKY |
| -------------------------- | -------------------------- | ------- | ------- |
| #                          | Coureur                    | Âge     | Pos.    |
| 191                        | Thomas Lövkvist (SWE)      | 27      | 21e     |
| 192                        | Michael Barry (CAN)        | 35      | 54e     |
| 193                        | Kjell Carlström (FIN)      | 34      | 133e    |
| 194                        | Dario Cioni (ITA)          | 36      | 76e     |
| 195                        | Russell Downing (GBR)      | 32      | 140e    |
| 196                        | Davide Appollonio (ITA)*   | 21      | AB-13   |
| 197                        | Lars Petter Nordhaug (NOR) | 26      | 92e     |
| 198                        | Peter Kennaugh (GBR)*      | 21      | 87e     |
| 199                        | Morris Possoni (ITA)       | 26      | 79e     |
| Manager : Carsten Jeppesen |                            |         |         |

| Garmin-Cervélo GRM           | Garmin-Cervélo GRM                        | Garmin-Cervélo GRM | Garmin-Cervélo GRM |
| ---------------------------- | ----------------------------------------- | ------------------ | ------------------ |
| #                            | Coureur                                   | Âge                | Pos.               |
| 201                          | Tyler Farrar (USA)                        | 26                 | NP-5               |
| 202                          | Brett Lancaster (AUS)                     | 31                 | AB-15              |
| 203                          | Thomas Peterson (USA)*                    | 24                 | 89e                |
| 204                          | Murilo Fischer (BRA) → Champion du Brésil | 31                 | AB-17              |
| 205                          | Christophe Le Mével (FRA)                 | 30                 | 15e                |
| 206                          | Cameron Meyer (AUS)*                      | 23                 | 137e               |
| 207                          | David Millar (GBR)                        | 34                 | 100e               |
| 208                          | Peter Stetina (USA)*                      | 23                 | 22e                |
| 209                          | Matthew Wilson (AUS)                      | 33                 | AB-17              |
| Manager : Jonathan Vaughters |                                           |                    |                    |

| RadioShack RSH           | RadioShack RSH          | RadioShack RSH | RadioShack RSH |
| ------------------------ | ----------------------- | -------------- | -------------- |
| #                        | Coureur                 | Âge            | Pos.           |
| 211                      | Tiago Machado (POR)     | 25             | 20e            |
| 212                      | Yaroslav Popovych (UKR) | 31             | 64e            |
| 213                      | Robbie McEwen (AUS)     | 38             | HD-9           |
| 214                      | Fumiyuki Beppu (JPN)    | 28             | 67e            |
| 215                      | Manuel Cardoso (POR)    | 28             | AB-15          |
| 216                      | Philip Deignan (IRL)    | 27             | 47e            |
| 217                      | Robert Hunter (RSA)     | 34             | NP-15          |
| 218                      | Ivan Rovny (RUS)*       | 23             | 78e            |
| 219                      | Bjorn Selander (USA)*   | 23             | 129e           |
| Manager : Johan Bruyneel |                         |                |                |

| Vacansoleil-DCM VCD   | Vacansoleil-DCM VCD      | Vacansoleil-DCM VCD | Vacansoleil-DCM VCD |
| --------------------- | ------------------------ | ------------------- | ------------------- |
| #                     | Coureur                  | Âge                 | Pos.                |
| 221                   | Matteo Carrara (ITA)     | 32                  | 17e                 |
| 222                   | Borut Božič (SLO)        | 30                  | AB-11               |
| 223                   | Maxim Belkov (RUS)       | 26                  | 101e                |
| 224                   | Michał Gołaś (POL)       | 27                  | NP-16               |
| 225                   | Johnny Hoogerland (NED)  | 27                  | 58e                 |
| 226                   | Sergueï Lagoutine (UZB)  | 30                  | 91e                 |
| 227                   | Alberto Ongarato (ITA)   | 35                  | 145e                |
| 228                   | Mirko Selvaggi (ITA)     | 26                  | 116e                |
| 229                   | Frederik Veuchelen (BEL) | 32                  | 106e                |
| Manager : Daan Luijkx |                          |                     |                     |